# Hotel Impala
Albums de Baloji
Kinshasa Succursale
Hotel Impala est le premier album-solo de Baloji. Il est sorti en 2008 chez Hostile Records.

## Liste des morceaux
- 1. Intro - 2:43
- 2. Tout ceci ne vous rendra pas le Congo - 6:29
- 3. Entre les Lignes - 4:05
- 4. Ostende Transit - 4:46
- 5. Le Reste du Monde - 3:31
- 6. La petite Espèce - 4:13
- 7. A l'Heure d'Été - 3:52
- 8. Septembre
- 9. Repris de justesse
- 10. Coup de Gaz
- 11. Hotel Impala
- 12. De l'autre côté de la mère
- 13. Où en sommes-nous?
- 14. Liège Bruxelles Gand
- 15. Nakuenda